# Гринблатт, Ариана
Ариана Гринблатт (англ. Ariana Greenblatt; род. 27 августа 2007, Нью-Йорк) — американская актриса. В 2023 году снялась в научно-фантастическом фильме «65», появилась в фильме «Барби» и в сериале «Асока» в роли молодой Асоки Тано. За роль в фильме «Барби» получила номинацию премии «Выбор критиков» в категории «Лучший молодой артист» и номинацию премии «Гильдии киноактёров США» в категории «Выдающаяся роль в фильме» вместе с актёрским ансамблем фильма.

## Биография
Гринблатт родилась в Нью-Йорке 27 августа 2007 года. Её отец и дедушка по отцовской линии — бродвейские продюсеры. По отцовской линии она имеет еврейское происхождение, а по материнской — пуэрториканское.
Карьеру актрисы Гринблатт начала в 2016 году, когда она получила главную роль в ситкоме канала Disney «Жизнь Харли», сыграв Дафну, младшего ребёнка в семье Диас. Её первой ролью в кино стала Лори в фильме «Очень плохие мамочки 2» в 2017 году. В 2018 году Гринблатт сыграла юную Гамору в фильме «Мстители: Война бесконечности». Впоследствии она снялась в фильмах «На высоте мечты», «Айван, единственный и неповторимый» и «Любовь и монстры».
В 2020 году озвучила юную Велму Динкли в мультфильме «Скуби-Ду», и старшую дочь Тима Табиту в мультфильме «Босс-молокосос 2», роль, которую она повторит в мультсериале «Босс-молокосос: Колыбель зовёт». В 2023 году Гринблатт сыграла роль Коа в научно-фантастическом триллере «65», а также появилась в роли Саши в фильме о Барби и в роли юной Асоки Тано в сериале «Асока» на канале Disney+. 6 августа 2024 года состоялась премьера фильма «Бордерлендс», где она исполнила роль Крошки Тины.

## Фильмография
| Год       |    | Русское название                     | Оригинальное название           | Роль              |
| --------- | -- | ------------------------------------ | ------------------------------- | ----------------- |
| 2015      | с  | Лив и Мэдди                          | Liv and Maddie                  | Райна             |
| 2016      | с  | Легендарные Дудасы                   | Legendary Dudas                 | девочка           |
| 2016—2018 | с  | Жизнь Харли                          | Stuck in the Middle             | Дафна Диас        |
| 2017      | ф  | Очень плохие мамочки 2               | A Bad Moms Christmas            | Лори Харкнесс     |
| 2018      | ф  | Мстители: Война бесконечности        | Avengers: Infinity War          | юная Гамора       |
| 2020      | мф | Скуби-Ду                             | Scoob!                          | юная Велма Динкли |
| 2020      | ф  | Айван, единственный и неповторимый   | The One and Only Ivan           | Джулия            |
| 2020      | ф  | Любовь и монстры                     | Love and Monsters               | Минноу            |
| 2021      | ф  | На высоте мечты                      | In the Heights                  | юная Нина Розарио |
| 2021      | ф  | Неспящие                             | Awake                           | Матильда Аддамс   |
| 2021      | мф | Босс-молокосос 2                     | The Boss Baby: Family Business  | Табита Темплтон   |
| 2022      | мф | Босс-молокосос: Рождественский бонус | The Boss Baby: Christmas Bonus  | Табита Темплтон   |
| 2022—2023 | мс | Босс-молокосос: Колыбель зовёт       | The Boss Baby: Back in the Crib | Табита Темплтон   |
| 2023      | ф  | 65                                   | 65                              | Коа               |
| 2023      | ф  | Барби                                | Barbie                          | Саша              |
| 2023      | с  | Асока                                | Ahsoka                          | юная Асока Тано   |
| 2024      | ф  | Бордерлендс                          | Borderlands                     | Крошка Тина       |
| 2025      | ф  | Улица Страха: Королева красоты       | Fear Street: Prom Queen         | Кристи Рено       |
| 2025      | ф  | Иллюзия обмана 3                     | Now You See Me 3                | Джун              |
|           | мф | Скуби-Ду! Отдых с привидениями       | Scoob! Holiday Haunt            | Велма Динкли      |

## Награды и номинации
| Год  | Премия                                               | Категория                                       | Номинация за      | Результат | Примечания |
| ---- | ---------------------------------------------------- | ----------------------------------------------- | ----------------- | --------- | ---------- |
| 2021 | Hollywood Music in Media Awards                      | Лучшая оригинальная песня в анимационном фильме | Together We Stand | Номинация | [ 17 ]     |
| 2023 | Премия «Общества кинокритиков Лас-Вегаса»            | Молодежь в кино – Женщина                       | Барби             | Номинация | [ 18 ]     |
| 2023 | Премия «Ассоциации кинокритиков Вашингтона»          | Лучшее молодежное выступление                   | Барби             | Номинация | [ 19 ]     |
| 2024 | Премия «Выбор критиков»                              | Лучший молодой актер/актриса                    | Барби             | Номинация | [ 20 ]     |
| 2024 | Премия «Ассоциации кинокритиков музыкального города» | Лучшая молодая актриса                          | Барби             | Номинация | [ 21 ]     |
| 2024 | Премия «Гильдии киноактёров США»                     | Лучший актёрский состав в игровом кино          | Барби             | Номинация | [ 22 ]     |
| 2024 | Премия «Общества кинокритиков Сиэтла»                | Лучшее молодежное выступление                   | Барби             | Номинация | [ 23 ]     |
| 2024 | Награды за достижения на большом экране              | Восходящая звезда года                          | N/A               | Победа    | [ 24 ]     |